# Värmlången
Värmlången är en sjö i Boxholms kommun i Östergötland och ingår i Motala ströms huvudavrinningsområde. Sjön har en area på 0,254 kvadratkilometer och ligger 176,1 meter över havet. Sjön avvattnas av vattendraget Lillån.

## Delavrinningsområde
Värmlången ingår i det delavrinningsområde (646078-147034) som SMHI kallar för Ovan 646098-147007. Medelhöjden är 162 meter över havet och ytan är 64,4 kvadratkilometer. Det finns inga avrinningsområden uppströms utan avrinningsområdet är högsta punkten. Lillån som avvattnar avrinningsområdet har biflödesordning 4, vilket innebär att vattnet flödar genom totalt 4 vattendrag innan det når havet efter 111 kilometer. Avrinningsområdet består mestadels av skog (80 procent). Avrinningsområdet har 0,94 kvadratkilometer vattenytor vilket ger det en sjöprocent på 1,5 procent.